# Soinalm (Brannenburg)
Die Soinalm ist eine Alm in den Bayerischen Voralpen. Sie liegt im Gemeindegebiet von Brannenburg.
Das Almgebiet befindet sich in einem Almkessel zwischen dem Wendelstein im Westen und dem Wildalpjoch im Osten.
Den Almboden bildet der Soinsee.
Südlich wird der Kessel von der Seewand begrenzt, im Norden von der Soinwand. 
Der kürzeste Zugang zum Almkessel erfolgt von Nordosten von der Mitteralm aus.